# Yacimiento arqueológico de Pinnacle Point
El yacimiento arqueológico de Pinnacle Point está situado en el promontorio del mismo nombre, cerca de la ciudad sudafricana de Mossel Bay, a orillas del océano Índico. Aunque se comenzó a excavar en 2000, fue descubierto en 1999 por Curtis W. Marean y Peter Nielssen en una cueva que fue denominada como «PP13». Los restos encontrados (de utensilios líticos, de hogares y de actividad humana) corresponden a humanos que habitaron la región hace entre 164 000 y 35 000 años. 
La importancia del yacimiento radica en que proporciona evidencias de un periodo conocido como «cuello de botella evolutivo», y de la época de recuperación del mismo, y que se conoce científicamente como «estadio isotópico marino 6» (MIS6), un periodo glacial que duró hasta hace unos 123 000 años. Además, aparte de permitir la reconstrucción del tipo de vida que sus pobladores llevaron, los restos hallados han apoyado también la posibilidad de replantearse el momento de aparición de las capacidades cognitivas modernas, habitualmente asociado a momentos muy posteriores a la aparición de la anatomía moderna.
El Homo sapiens de Pinnacle Point disponía de mariscos y plantas ricas en hidratos de carbono. En este sitio se registró la lente de valvas más antigua hasta la fecha, de hace 164 mil años antes del presente, lo que constituye el primer conchero identificado y por lo tanto, las evidencias de las primeras prácticas de marisqueo.

## Fuente
- Curtis W. Marean, «Cuando el mar salvó a la humanidad», Investigación y Ciencia, 409, octubre de 2010, págs. 24-31.